# Runebergův dort
Runebergův dort (finsky runebergintorttu) je dezert, jehož recept pochází z finské kuchyně. Je pojmenován podle básníka Johana Ludviga Runeberga, autora textu finské hymny: podle legendy tento skromný recept vytvořila Runebergova manželka a bylo to básníkovo oblíbené jídlo. Dort je typickou specialitou města Porvoo, kde Runeberg působil jako gymnaziální profesor (skutečným autorem receptury je zřejmě místní pekař Lars Astenius). Pojídání této sladkosti je ve Finsku spojeno s dnem 5. února, kdy se oslavuje výročí Runebergova narození. 
Těsto se připraví z mouky, strouhanky, vajec, másla, cukru, prášku do pečiva, mletých mandlí, mletého zázvoru, pomerančové kůry a alkoholu (rum nebo arak). Naplní se do forem válcovitého tvaru a upeče, pak se horní strana potře marmeládou (nejčastěji malinovou) a po obvodu se vytvoří kolečko z cukrové polevy. Dortíky jsou nevelké (jeden váží okolo 100 gramů) a servírují se vcelku.

## Historie

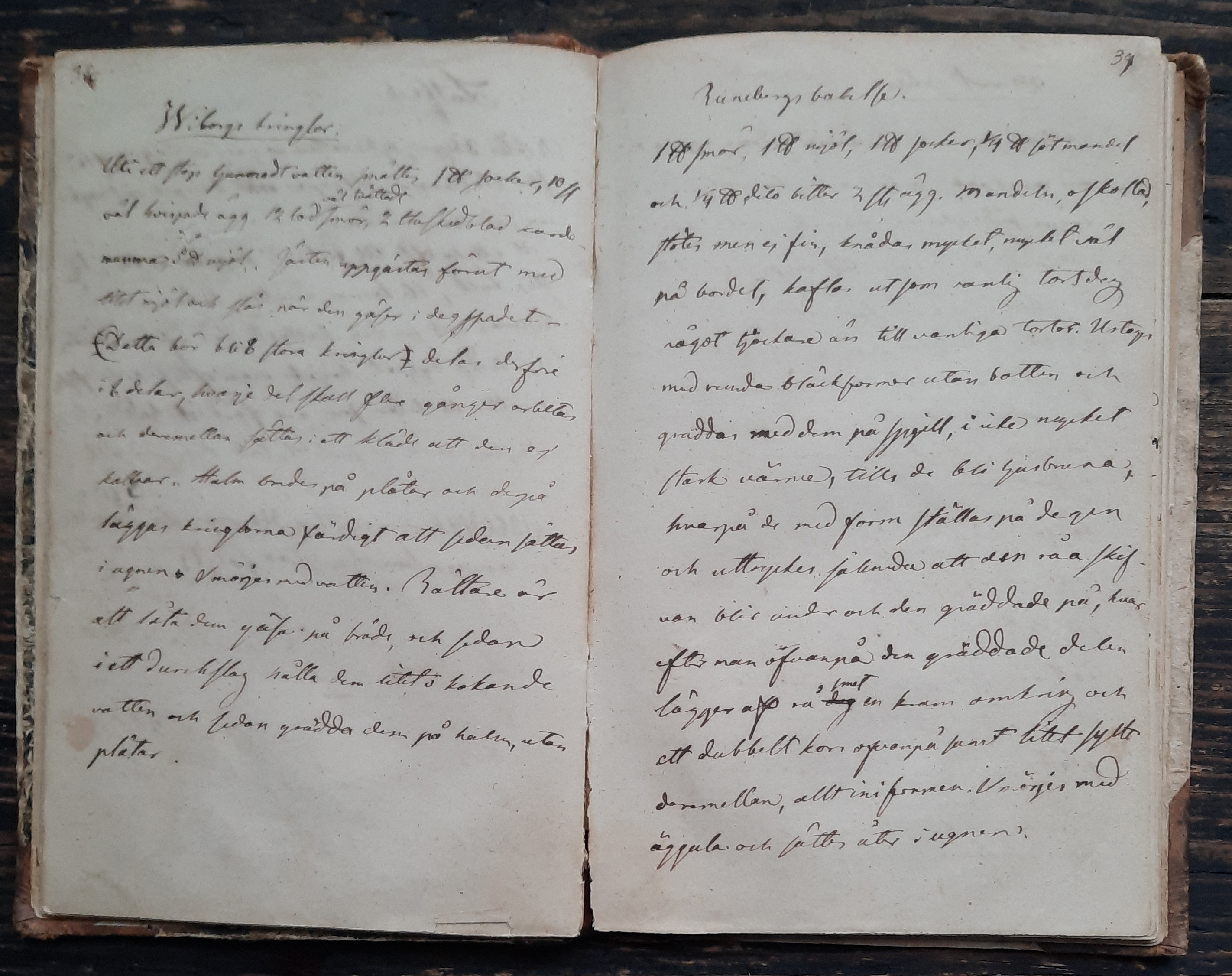
Původní recept Fredriky Runebergové z 50. let 19. století na „Runebergsbakelse“.

Populární legenda říká, že Runebergova manželka Fredrika Runeberg vytvořila tento dezert. Její kniha receptů z padesátých let 19. století obsahuje recept na dort, který je považován za variantu dřívějšího receptu od cukráře Larse Astenia z Porvoo který je nejspíše pravým autorem receptury.